# Daljska planina
Daljska planina (Dalj-planina), hrbat je u Osječko-baranjskoj županiji, 230 km istočno od Zagreba.

## Klima
Na ovom podneblju vlada kontinentalna klima. Prosječna godišnja temparatura je 11 °C. Najtopliji mjesec je srpanj s prosječnom temparaturom 23 °C, dok je najhladniji prosinac s prosječnom temparaturom -3 °C. Godišnje oborine su 977 milimetera. Najkišovitiji je mjesec svibanj sa 168 mm oborina a najmanje oborina je u studenom, 50 mm.

#### Minimalne i maksimalne temperature zabilježene u regiji Daljske planine
| Mjesec   | Siječanj | Veljača | Ožujak | Travanj | Svibanj | Lipanj | Srpanj | Kolovoz | Rujan | Listopad | Studeni | Prosinac |
| -------- | -------- | ------- | ------ | ------- | ------- | ------ | ------ | ------- | ----- | -------- | ------- | -------- |
| Maksimum | 2        | 6       | 13     | 21      | 25      | 26     | 28     | 27      | 23    | 18       | 9       | 1        |
| Minimum  | -5       | -4      | 1      | 5       | 12      | 17     | 18     | 16      | 11    | 7        | 3       | -7       |

#### Oborine u regiji Daljske planine umm
| Mjesec          | Siječanj | Veljača | Ožujak | Travanj | Svibanj | Lipanj | Srpanj | Kolovoz | Rujan | Listopad | Studeni | Prosinac |
| --------------- | -------- | ------- | ------ | ------- | ------- | ------ | ------ | ------- | ----- | -------- | ------- | -------- |
| Prosjek oborina | 72       | 91      | 65     | 91      | 168     | 74     | 74     | 51      | 102   | 71       | 50      | 68       |